# UFC on ESPN: Namajunas vs. Cortez
UFC on ESPN: Namajunas vs. Cortez（ユーエフシー・オン・イーエスピーエヌ：ナマユナス・バーサス・コルテス、別名UFC on ESPN 59）は、アメリカ合衆国の総合格闘技団体「UFC」の大会の一つ。2024年7月13日、コロラド州デンバーのボール・アリーナで開催された。

## 大会概要
本大会はローズ・ナマユナスとトレイシー・コルテスの女子フライ級戦が組まれた。

## 試合結果

### プレリミナリーカード
第1試合 ウェルター級 5分3R
○  エヴァン・エルダー vs.  ダリウス・フラワーズ ×
2R 1:46 肩固め
第2試合 ミドル級 5分3R
○  アンドレ・ペトロスキー vs.  ジョシュ・フレムド ×
3R終了 判定3-0（30-27、30-27、30-27）
第3試合 女子フライ級 5分3R
○  ルアナ・サントス vs.  マリヤ・アガポバ ×
1R 3:27 リアネイキドチョーク
第4試合 バンタム級 5分3R
○  モンテル・ジャクソン vs.  ダモン・ブラックシア ×
1R 0:18 KO（左ストレート→パウンド）
第5試合 女子フライ級 5分3R
○  ジャスミン・ジャスダビシアス vs.  ファティマ・クライン ×
3R終了 判定3-0（30-27、30-27、30-27）
第6試合 フライ級 5分3R
○  チャールズ・ジョンソン vs.  ジョシュア・ヴァン ×
3R 0:20 KO（右アッパー→パウンド）

### メインカード
第7試合 ミドル級 5分3R
－  アブドゥル・ラザク・アルハッサン vs.  コーディ・ブランデージ －
1R 0:37 ノーコンテスト（後頭部への肘打ち）
第8試合 フェザー級 5分3R
○  ジュリアン・エローサ vs.  クリスチャン・ロドリゲス ×
1R 4:49 ギロチンチョーク
第9試合 ウェルター級 5分3R
○  ガブリエル・ボンフィム vs.  アンジュ・ルーサ ×
3R終了 判定3-0（30-27、30-27、29-28）
第10試合 ライト級 5分3R
○  ジェアン・シウバ vs.  ドリュー・ドーバー ×
3R 1:28 TKO（ドクターストップ）
第11試合 ウェルター級 5分3R
○  ムスリム・サリコフ vs.  サンチアゴ・ポンジニッビオ ×
3R終了 判定2-1（28-29、29-28、29-28）
第12試合 女子フライ級 5分5R
○  ローズ・ナマユナス vs.  トレイシー・コルテス ×
5R終了 判定3-0（49-46、49-46、48-47）

### 各賞
ファイト・オブ・ザ・ナイト：ジェアン・シウバ vs. ドリュー・ドーバー
パフォーマンス・オブ・ザ・ナイト：チャールズ・ジョンソン、モンテル・ジャクソン
各選手にはボーナスとして5万ドルが授与された。

### カード変更
負傷などによるカードの変更は以下の通り。